# Lomatium caruifolium
Lomatium caruifolium är en flockblommig växtart som först beskrevs av William Jackson Hooker och George Arnott Walker Arnott, och fick sitt nu gällande namn av John Merle Coulter och Joseph Nelson Rose. Lomatium caruifolium ingår i släktet Lomatium och familjen flockblommiga växter.

## Underarter
Arten delas in i följande underarter:
- L. c. denticulatum
- L. c. marginatum